# Huntleya meleagris
Huntleya meleagris là một loài lan mọc dọc theo bờ biển của Brasil và Venezuela.

## Hình ảnh

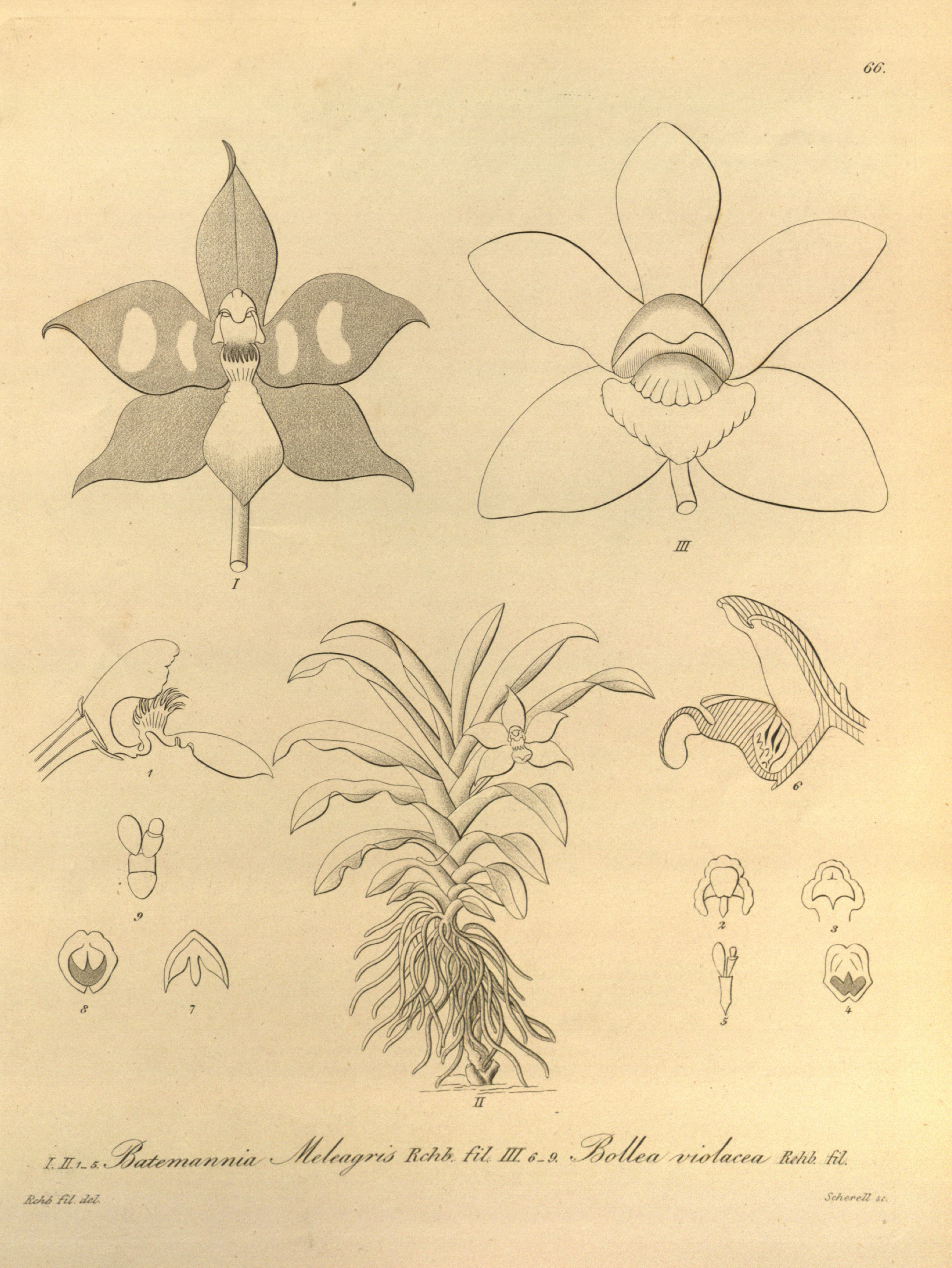
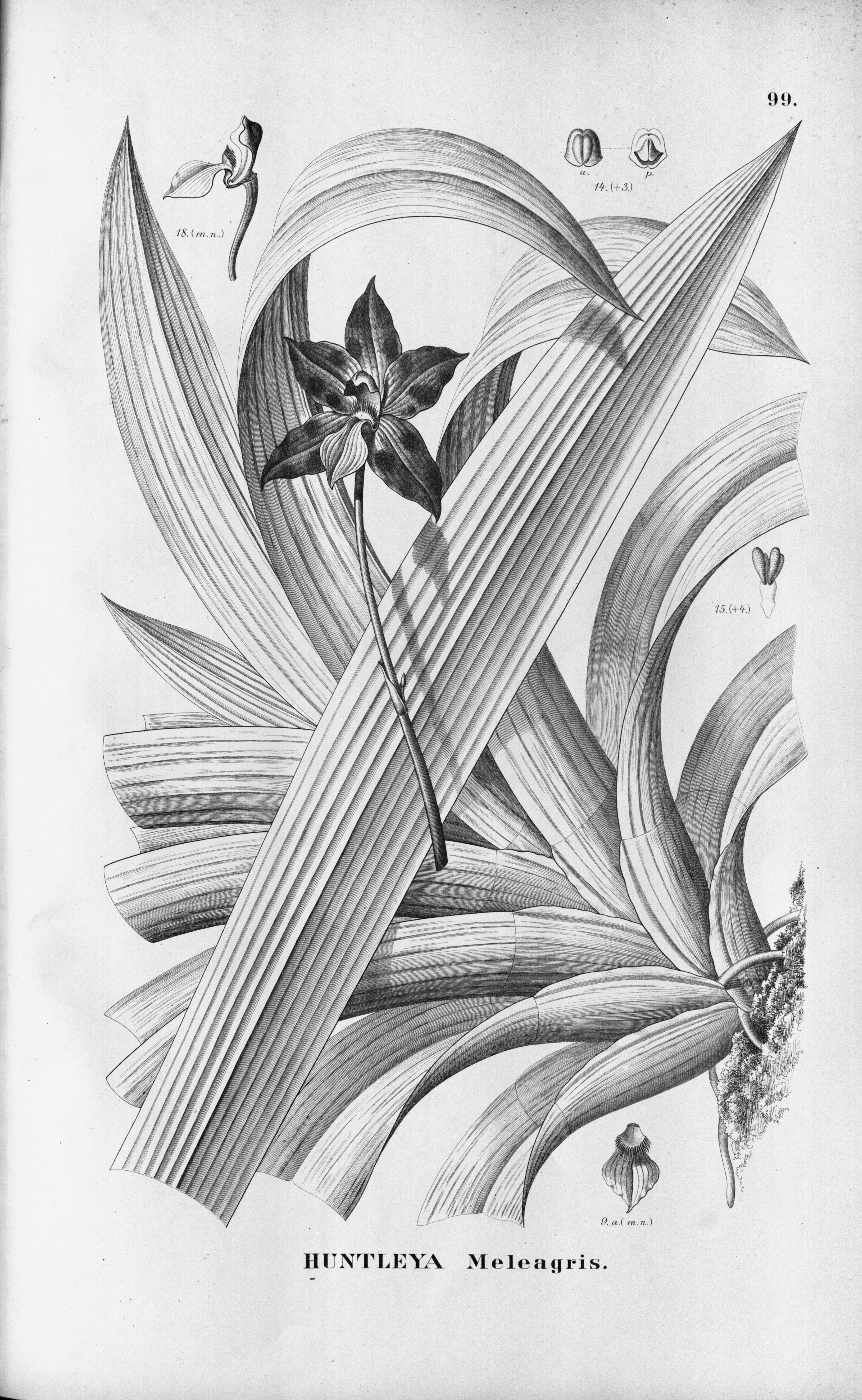
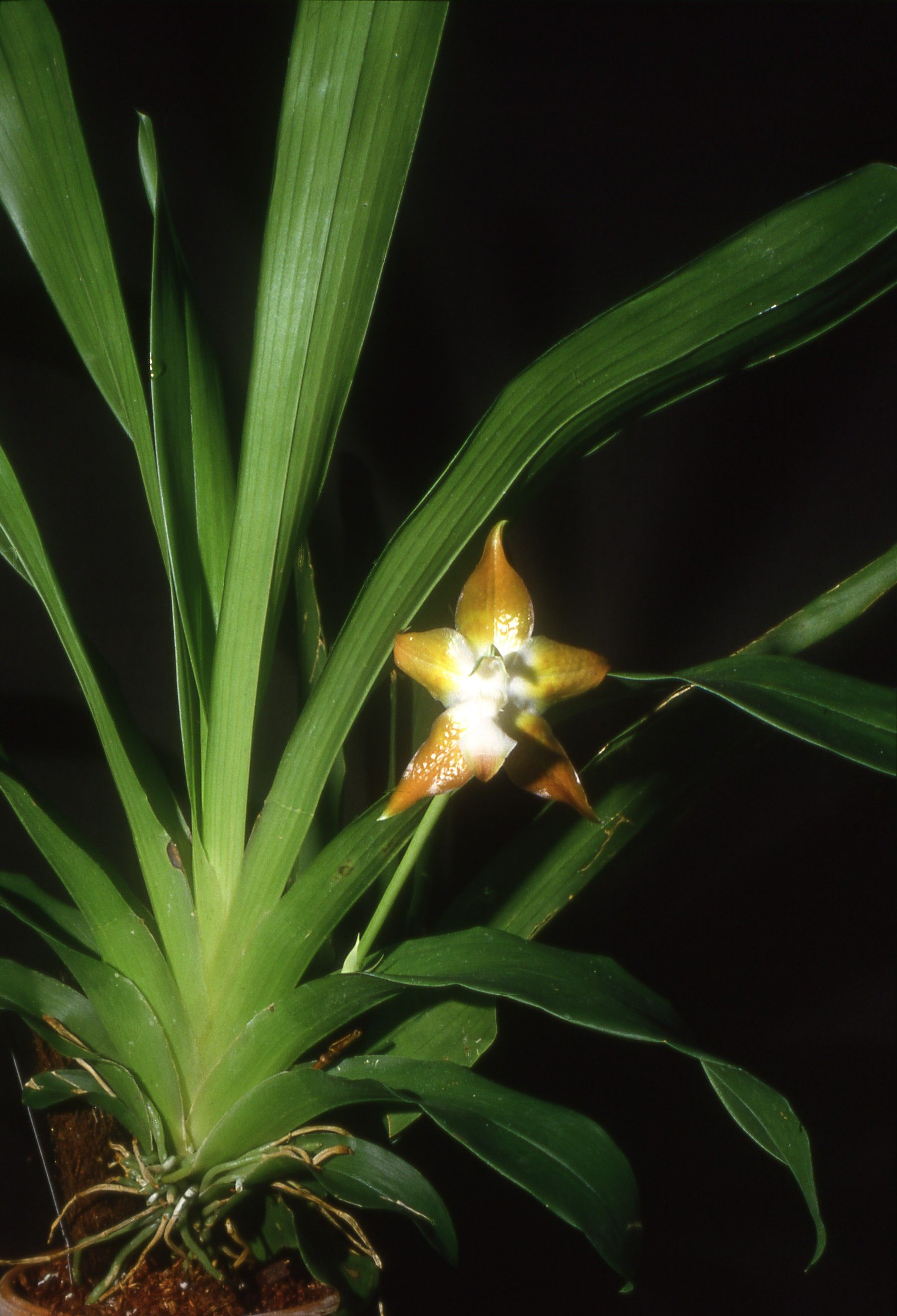
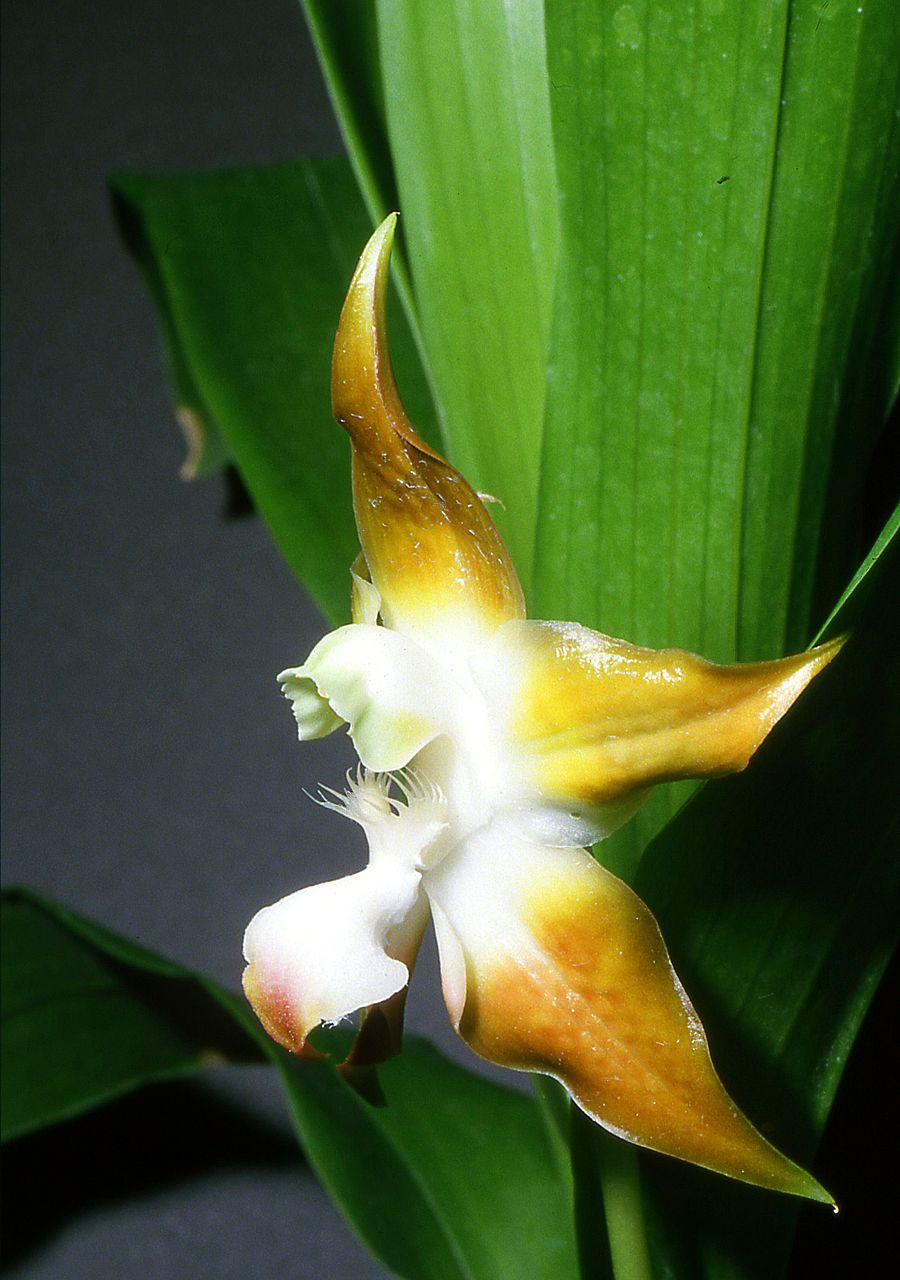